# Ecorregión terrestre Delta e islas del río Paraná
La ecorregión terrestre delta e islas del río Paraná (en  inglés Paraná flooded savanna) (NT0908) es una georregión ecológica situada en las llanuras del centro-este de América del Sur. Se la incluye entre las praderas y sabanas inundadas del neotrópico de la ecozona Neotropical.

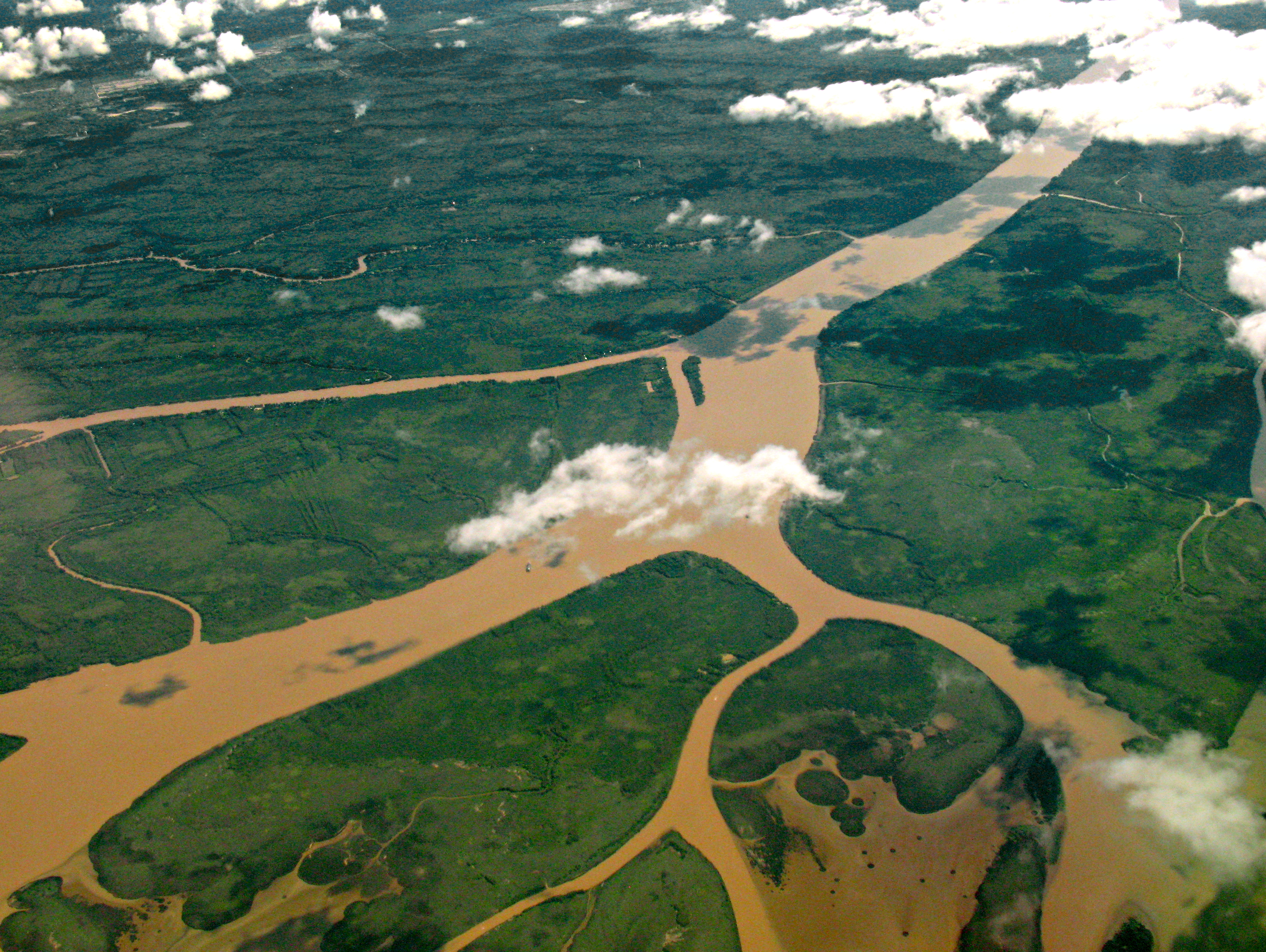
Delta del Paraná en la desembocadura del río Paraná de las Palmas en el Río de la Plata.

## Distribución

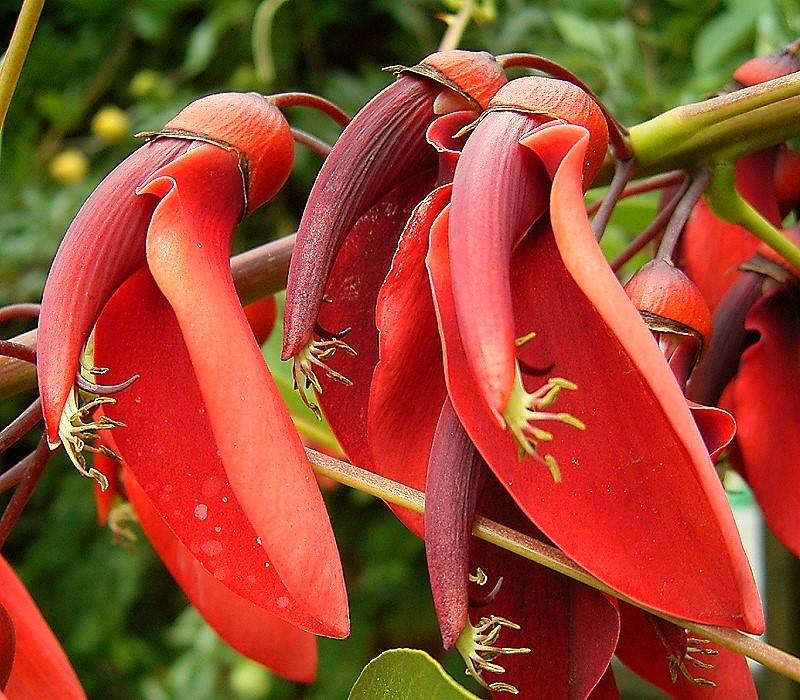
Flor de ceibo.

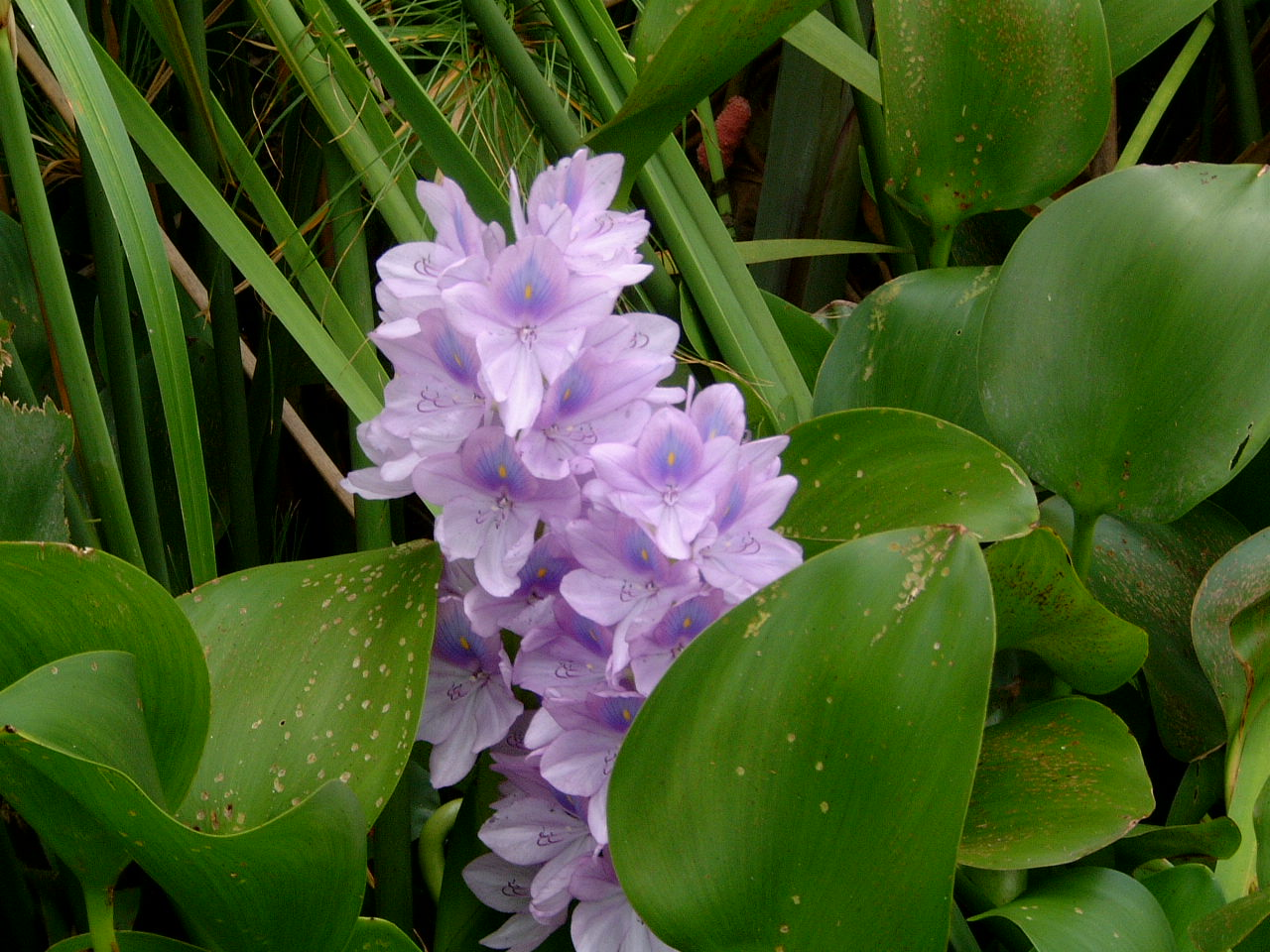
Flor de camalote.

Esta ecorregión cubre todo el delta, y el valle de inundación del río Paraná, en el nordeste de Buenos Aires, oeste de Entre Ríos, oeste de Corrientes, y el extremo sudoeste de Misiones, el este de Santa Fe, este del Chaco, y el este de Formosa. También se prolonga en el valle de inundación del río Paraguay, formando un ecotono con el Pantanal.
Para especialistas argentinos, también se prolonga por el valle de inundación del río Uruguay, cubriendo entonces sectores del este de la Mesopotamia argentina, y el oeste del Uruguay y del estado de Río Grande del Sur en el sur del Brasil.

## Características geográficas
Todo el denominado valle de inundación del río Paraná está ocupado por depósitos aluviales que la dinámica del río modifica constantemente.
La presencia permanente de grandes cuerpos de agua, quietos o en movimiento, genera efectos climáticos locales de alta humedad ambiente y atemperamiento de los extremos de temperatura diarios y estacionales, lo que ha permitido la presencia uniforme de comunidades y especies típicas de las ecorregiones subtropicales húmedas.

## Características biológicas

### Flora
La mayor parte de las islas están ocupadas por pajonales y comunidades de plantas acuáticas, con esteros en los bajos, y bosque higrófilo en los puntos más altos, linderos a los ríos (albardones).
La vegetación nativa característica de las islas del valle de inundación del río Paraná medio es, en parte, una ramificación de las selvas y bosques marginales de la distrito fitogeográfico de las selvas mixtas de la provincia fitogeográfica paranaense, los cuales se extienden hacia el sur, formando angostas galerías en los albardones de las islas del río Paraná, penetrando hacia el oeste por todos sus afluentes, esteros y lagunas. También existe una influencia de especies vegetales del espinal, y del Chaco húmedo.
Flora de los humedales

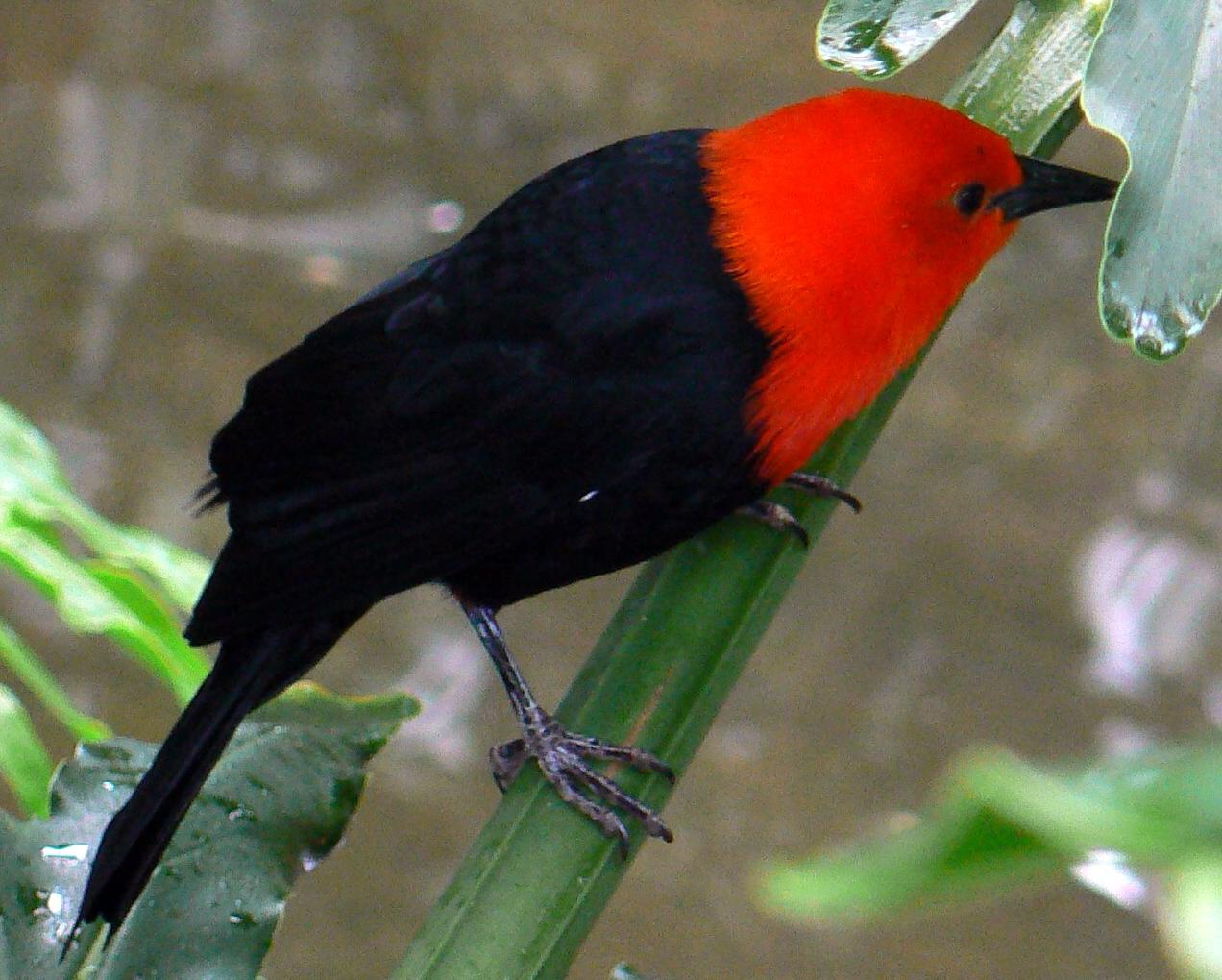
El federal.

Cubriendo las costas de las lagunas y bañados se hallan diversas comunidades vegetales, entre las que se destacan los varillares de duraznillo blanco (Solanum glaucophyllum), juncales (Schoenoplectus californicus), cataizales de Polygonum acuminatum y Polygonum stelligerum, canutillares (Paspalum repens), pehuajozales de Thalia geniculata y Thalia multiflora, pirizales (Cyperus giganteus), totorales de Typha domingensis y Typha latifolia, espadañales (Zizaniopsis bonariensis) y en aguas profundas aparece el camalotal (Pontederia) y el irupé. El duraznillo blanco suele ser excluido por el junco, una delgada ciperácea que puede alcanzar hasta dos metros de altura. El gran desarrollo del junco llega a producir la colmatación de algunos cuerpos de agua: al morir, sus tallos elevan el fondo de muchas lagunas interiores, avanzando un paso más en la sucesión natural. 
En suelos bajos, próximos a los cursos de agua, se hallan pequeños bosques de espinillo o aromito, que destacan, a fines del invierno, por la fragancia y el colorido de sus flores.
Flora de los albardones
En los albardones se encuentran los bosques fluviales o ribereños, que son angostos (varían desde una sola hilera de árboles hasta más de setenta metros de ancho) y cuya vegetación va cambiando de acuerdo a su grado de madurez. El sauce criollo y el aliso de río suelen formar colonias casi puras, denominadas genéricamente sauzales, en las márgenes de los ríos. Son las primeras especies que colonizan los albardones recientemente formados o sitios despojados de su vegetación natural a causa de una perturbación.
En los sitios más altos se desarrollan otras especies como el ceibo rioplatense, el laurel de río, el timbó blanco o el curupí, que enriquecen la composición de estos bosques, los cuales presentan también un estrato herbáceo de gran importancia: arbustales de espinillo, chilcas, rama negra, sarandíes blanco y colorado, y pastizales de cortadera, totora, espadaña, carrizo, canutillo, y numerosas especies de gramíneas.
La selva marginal
En los albardones del sector norte de la ecorregión, así como del delta inferior, se desarrolla la selva marginal, con especies subtropicales. En el caso de las deltaicas, sus especies descienden por las galerías selváticas que bordean al río Uruguay, y en mucha menor medida el río Paraná. Antaño cubría los albardones de las islas del delta inferior del río Paraná, y algunos sectores restringidos de la costa bonaerense del Río de la Plata superior y las desembocaduras de los cursos de agua en el mismo, pero hoy ha quedado reducida a unas pocas hectáreas de gran valor ecológico, siendo las selvas subtropicales americanas más australes.

### Fauna
La fauna es particularmente rica, a causa de la variedad de ecosistemas y la presencia de refugios naturales.
Reptiles
Entre los reptiles, sobresalen como especies carismáticas la yarará, la ñacaniná, y el lagarto overo.  
Anfibios
Hay una gran diversidad de anfibios compuesta por un elevado número de especies de ranas, sapos, escuerzos, etc. de las familias Microhylidae, Leptodactylidae, Hylidae, Bufonidae, y Pseudidae.
Aves
Entre las aves encontramos el gavilán caracolero, un ave rapaz que caza los grandes caracoles operculados prosobranquios del orden Mesogastropoda, Ampullariidae), el hornero, el arañero cara negra, el tordo renegrido, el cardenilla, el cabecita negra, la torcacita, el federal, el jilguero, la tacuarita azul, el benteveo, el carpintero real, el chingolo, el zorzal colorado, el cardenal, entre otras.
Asociadas a lagunas, bañados y cursos hídricos, hallan hábitat propicios diferentes aves acuáticas, entre las que podemos reconocer al biguá, el caraú, la garza blanca, la garza bruja, cigüeñas, la espátula rosada, la garcita azulada, la gallareta chica, el gallito de agua, y el pato sirirí pampa, como los más abundantes.
Entre las aves migratorias que hacen escala en la ecorregión se pueden mencionar a la golondrina doméstica, la golondrina parda, el suiriri real, y a la tijereta.
Mamíferos
Los mamíferos más característicos son el ciervo de los pantanos el lobito de río, el carpincho, el gato montés, la rata acuática, la rata colorada, el ratón de campo, el cuis común, el coipo (llamado localmente: «nutria»), la comadreja colorada, la comadreja overa, el murciélago cola de ratón, el murciélago pardo, y el vampiro, entre otros. Se encuentran ya extintos o son raros el yaguareté austral, el puma, y el aguará guazú.